# Tournée (film)
Vous lisez un « article de qualité » labellisé en 2011.
Pour les articles homonymes, voir Tournée (homonymie).
Pour plus de détails, voir Fiche technique et Distribution.
Tournée est un film français réalisé par Mathieu Amalric et sorti sur grand écran le 30 juin 2010. Quatrième long-métrage de l'acteur-réalisateur, Tournée est une comédie dramatique utilisant la forme du « road movie » pour dépeindre la vie d'une troupe américaine de cabaret New burlesque lors d'un périple dans les différentes villes de France où elle se produit à l'instigation d'un manager français.
Ce film a été présenté en compétition officielle le 13 mai 2010 lors du Festival de Cannes 2010 où son réalisateur a reçu le prix de la mise en scène et le film le prix du meilleur film en compétition de la Fédération internationale de la presse cinématographique. Il a par ailleurs été nommé dans sept catégories pour les César du cinéma 2011. Le succès du film auprès des critiques français et internationaux, ainsi que des spectateurs, a permis de mettre en lumière, particulièrement, en France, ces spectacles d'effeuillage où se mêlent la danse, la chanson et le théâtre politique, participant à sa diffusion auprès d'un plus large public jusqu'à créer un phénomène de société persistant autour de cette discipline.

## Synopsis

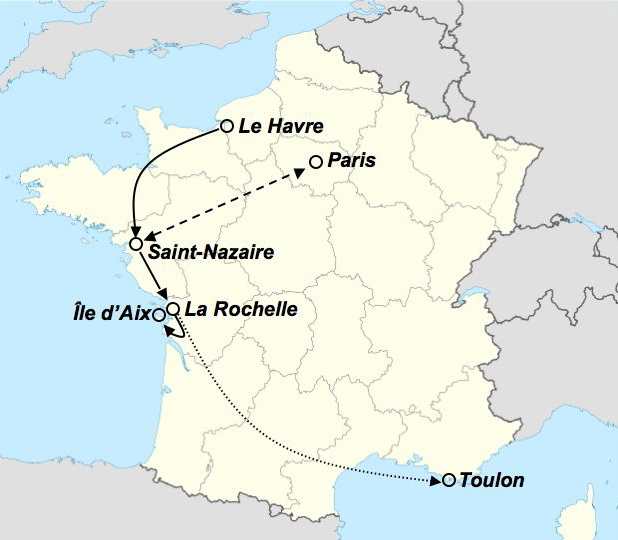
Les villes et parcours de la tournée du film.

Joachim Zand est un ancien producteur français de télévision qui, après un exil volontaire de quelques années aux États-Unis pour des raisons qui restent obscures, décide de faire un « come-back » en France. Pour cela, il revient avec une troupe américaine de New burlesque, cinq femmes plantureuses et un homme, héritiers d'une longue tradition de cabaret politique et musical. Il produit et dirige leur tournée en France, dans le Grand Ouest, allant de port en port en passant par Le Havre, Saint-Nazaire, La Rochelle, pour théoriquement finir par Toulon. Bien que les conditions de voyage soient plus que modestes – trains de seconde classe et hôtels Mercure sans caractère – la troupe est enthousiaste, avide de découvrir la France, et pleine d'énergie en raison du franc succès qu'elle remporte à chacune de ses étapes.
Mais les filles ne rêvent que de Paris que leur a fait miroiter Joachim Zand en point d'orgue de leur tournée. Cependant, Zand a des ennuis avec son passé qui bientôt le rattrape et a sous-estimé les inimitiés et rancœurs qui lui restent dans la capitale : une ancienne maîtresse, un créancier floué, un ami trahi, un mentor amer, une ex-femme en colère, et deux enfants qui font payer à leur père son absence et ses faiblesses. Pour couronner le tout, Joachim tombe amoureux : ici au détour d'une station service, et là, tout au bout d'un couloir, entre deux portes de chambre d'hôtel, d'une de ses danseuses. C'est elle, Mimi Le Meaux, qui redonnera à Zand le sens de la vie et de l'amour tout au bout d'une île de l'Atlantique.

## Fiche technique
- Titre original et allemand : Tournée
- Titres internationaux : On Tour / Tournée
- Réalisation : Mathieu Amalric
- Scénario : Mathieu Amalric, Marcelo Novais Teles, Raphaëlle Valbrune, et Philippe Di Folco[1]
- Photographie : Christophe Beaucarne
- Montage : Annette Dutertre
- Direction artistique : Stéphane Taillasson
- Costumes : Alexia Crisp-Jones et Sylvie Néant
- Son : Olivier Mauvezin, Séverin Favriau et Stéphane Thiébaut
- Direction de production : Frédéric Blum
- Production : Yaël Fogiel et Laetitia Gonzalez, en coproduction avec Rémi Burah, Petra Hengge et Alexander Ris
- Société de production : Les Films du poisson
  - Sociétés de coproduction : Arte France Cinéma, WDR, Film(s)[2] et Neue Mediopolis Film Produktion
  - Soutiens à la production : la FFA, le CNC, Canal+, CinéCinéma, la Procirep, l'aide MEDIA, les SOFICAs EuropaCorp, Coficup et Backup Films, le département de la Charente-Maritime et les régions Poitou-Charentes, Haute-Normandie et Pays de la Loire
- Société de distribution : Le Pacte (France)
- Budget : 3 629 547 euros[3]
- Pays de production :  France,  Allemagne
- Langues originales : français, anglais, italien
- Format : couleur — 35 mm (Kodak) — 1,85:1 — Dolby Digital
- Durée : 111 minutes
- Dates de sortie[4] :
  - France : 13 mai 2010 (Festival de Cannes) ; 30 juin 2010 (sortie nationale)
  - Belgique : 30 juin 2010
  - Suisse romande : 15 juillet 2010
  - Québec : 5 novembre 2010
  - Allemagne : 8 septembre 2011
- Box-office France[5] : 536 261 entrées
- Box-office Europe[6] : 619 797 entrées

## Distribution

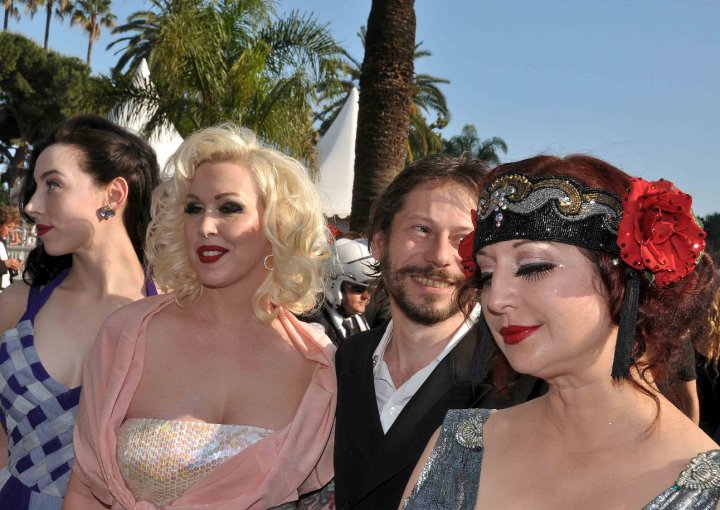
Evie Lovelle, Mimi Le Meaux, Mathieu Amalric, et Kitten on the Keys (de g. à d.) sur la Croisette lors du Festival de Cannes 2010.

- La troupe New burlesque dans leurs propres rôles : Miranda Colclasure (Mimi Le Meaux), Linda Marraccini (Miss Dirty Martini), Julie Ann Muz (Julie Atlas Muz), Suzanne Ramsey (Kitten on the Keys), Angela de Lorenzo (Evie Lovelle), et Alexander Craven (Roky Roulette)
- Mathieu Amalric : Joachim Zand
- Ulysse Klotz : Ulysse
- Damien Odoul : François
- Pierre Grimblat : Chapuis
- André S. Labarthe : le patron du cabaret
- Simon Roth : Baptiste
- Joseph Roth : Balthazar
- Aurélia Petit : la caissière de la station service
- Anne Benoît : la caissière du supermarché
- Jean-Toussaint Bernard : réceptionniste(s) Mercure
- Antoine Gouy : le concepteur de progiciels
- Florence Ben Sadoun : Madeleine, ex-amante de Joachim[7]
- Julie Ferrier : Julie Ferrier
- Laurent Roth : le commandant de bord
- Erwan Ribard : le commissaire de police
- Alexia Crisp-Jones : l'hôtesse de l'air
- Franzo Curcio : le directeur italien de théâtre
- Jean-François Marquet : le journaliste
- Hélène Houël : la serveuse de l'hôtel Mercure
- Feriel : la danseuse orientale
- Erick Lenoir : le patron du café flipper

## Projet et réalisation du film

### Scénario

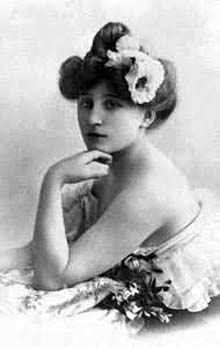
L'Envers du music-hall de Colette (photo vers 1890) est à la source du projet du film.

Ce film, dont les premières notes de projet datent de décembre 2002, est le quatrième long-métrage de Mathieu Amalric. La genèse du film fut longue et prit près de sept années à l'acteur-réalisateur qui venait de finir son précédent opus Le Stade de Wimbledon et avait participé en tant qu'acteur à de très nombreuses productions nationales et internationales durant cette période,, lui laissant peu de temps pour travailler à l'écriture du projet. Le scénario de Tournée s'inspire originellement de la nouvelle L'Envers du music-hall que Colette publie en 1913,,. Cette nouvelle décrit l'expérience personnelle de l'écrivaine comme comédienne, qui se produisait régulièrement de 1906 à 1912 en France et à l'étranger avec une troupe d'acteurs aux côtés du célèbre mime Georges Wague. Durant cette période, elle a notamment joué la pantomime Rêves d'Égypte (1907), qui finit par être interdite, et le mimodrame La Chair (1907) qui fit scandale car Colette paraissait largement dénudée sur la scène du Moulin Rouge.

« Nous courrons, pressées, bavardes, avec des cris de volaille, vers l'illusion de vivre vite, d'avoir chaud, de travailler, de ne penser guère. »

— L'Envers du music-hall, Colette
Il a fallu trois années à Mathieu Amalric pour trouver un équivalent au music-hall de Colette, sans parvenir à être satisfait. C'est la lecture, en 2004, d'un article de la journaliste Élisabeth Lebovici dans Libération consacré à un spectacle de New burlesque, donné au Zèbre à Paris,, qui lui permet de trouver un contexte scénique moderne pour son adaptation. L'élaboration complète du scénario prend encore cinq années supplémentaires de travail, réalisée dans un premier temps avec les scénaristes Marcelo Novais Teles puis avec Raphaëlle Valbrune et finalisée avec l'écrivain Philippe Di Folco à raison de courtes périodes d'écriture intense « volées au temps » en raison de leurs activités professionnelles respectives. Durant cette période Mathieu Amalric va voir sur différentes scènes nationales et internationales des troupes de cabaret New Burlesque,. Il découvre la plupart de ses acteurs – Dirty Martini, Kitten on the Keys, Mimi LeMeaux, et Roki Roulette – en 2007 au Hangar à bananes à Nantes,, à l'occasion de la première biennale d'art contemporain intitulée « Estuaire » où Kitty Hartl,, programmatrice au Lieu unique, les présente depuis 2004 après les avoir découverts aux États-Unis. Il est alors séduit par « l'énergie vitale, l'excitation folle, la drôlerie des shows ».
C'est enfin le choc du suicide du producteur Humbert Balsan en 2005 qui constitue, pour Mathieu Amalric, un élément déclencheur dans la définition du personnage central de son film,. Initialement ce personnage principal devait être un chorégraphe, joué par le danseur et chorégraphe italo-allemand Marco Berrettini, avant de devenir celui d'un producteur de spectacles. Il souhaite dans un premier temps confier le rôle au producteur indépendant portugais Paulo Branco (ami de Balsan et cofondateur ensemble des Films du pirate) duquel il a été l'assistant, et qui réalise même de longs essais,. Amalric envisage ensuite le rôle principal pour Alain Chabat qui ne peut accepter la proposition pour des questions d'emploi du temps et lui suggère, le premier, de jouer le personnage,. Finalement, il se décide à interpréter le rôle principal, trois semaines avant le début du tournage,, après s'être rendu compte que finalement « tout le monde savait que c'était [lui] qui allait jouer dans [s]on film, sauf [lui] », et choisit de porter la moustache en fait d'hommage à Paulo Branco. Par ailleurs, Mathieu Amalric met au total deux ans à constituer ce qu'il appelle « sa troupe » qui est finalement composée des actrices américaines de cabaret Mimi Le Meaux, Dirty Martini, Kitten on the Keys, Julie Atlas Muz, Evie Lovelle et d'un seul homme, Roky Roulette.
D'un point de vue cinématographique, Mathieu Amalric revendique pour ce film, qu'il qualifie lui-même de « comédie itinérante », l'influence visuelle de certains films de John Cassavetes, tout particulier de Meurtre d'un bookmaker chinois (1976), mais aussi de Lenny (1974) du réalisateur et chorégraphe Bob Fosse, de Honkytonk Man (1982) de Clint Eastwood, et plus généralement du cinéma américain des années 1970,,. Ainsi le personnage de Joachim Zand est profondément inspiré, tant dans la manière de se vêtir que d'interagir avec ses « girls », du personnage de Cosmo Vitelli incarné par Ben Gazzara dans le film de Cassavetes. Amalric à ce propos a décidé de faire assumer totalement cet aspect par son personnage afin de renforcer le naturel de la situation et de ne pas être qu'une vague référence,. Par ailleurs, la composition psychologique de Joachim Zand, dont le nom est emprunté par Amalric à sa propre mère Nicole Zand, est en grande partie inspirée des producteurs Paulo Branco, Jean-François Bizot, Jean-Pierre Rassam et Claude Berri,, et d'une certaine manière du rôle et de la fonction de Kitty Hartl qu'il interprète en quelque sorte à l'écran. D'un point de vue narratif, il dit s'être approprié la technique de Montesquieu dans ses Lettres persanes pour le regard porté sur son propre pays au travers de celui d'un étranger incarné par ces femmes américaines.

### Tournage et montage
Pour la réalisation du film, le budget total a été de 3 629 547 € financé principalement par la société de production Les Films du Poisson en coproduction avec Arte France Cinéma et la société allemande Neue mediopolis Filmproduktion. Tournée a aussi reçu une aide importante du Centre national du cinéma via l'avance sur recettes ainsi que des Pôle Images des régions Haute-Normandie, Pays de la Loire et Poitou-Charentes où furent tournées les principales scènes. En raison du petit budget du film, Mathieu Amalric et son équipe ont dû faire des choix techniques et de logistiques stricts dont celui, entre autres, de ne pas réaliser d'étalonnage numérique de la caméra (seulement deux caméras seront utilisées pour l'ensemble du tournage pour un total, relativement faible, de 60 000 mètres de pellicule 35 mm utilisés durant les sept semaines du tournage,) afin de pouvoir allouer cette part du budget entre autres aux salaires de l'ensemble de l'équipe de tournage (minimum syndical pour tous) et aux droits d'auteurs pour les musiques des spectacles qui représentent 10 % du budget du film,. Des essais, en CinemaScope et 1,85:1, ont été réalisés en mars 2009 au théâtre Déjazet avec l'ensemble de la troupe, et Paulo Branco qui devait alors tenir le rôle principal et à cette occasion fut remplacé par Mathieu Amalric,.

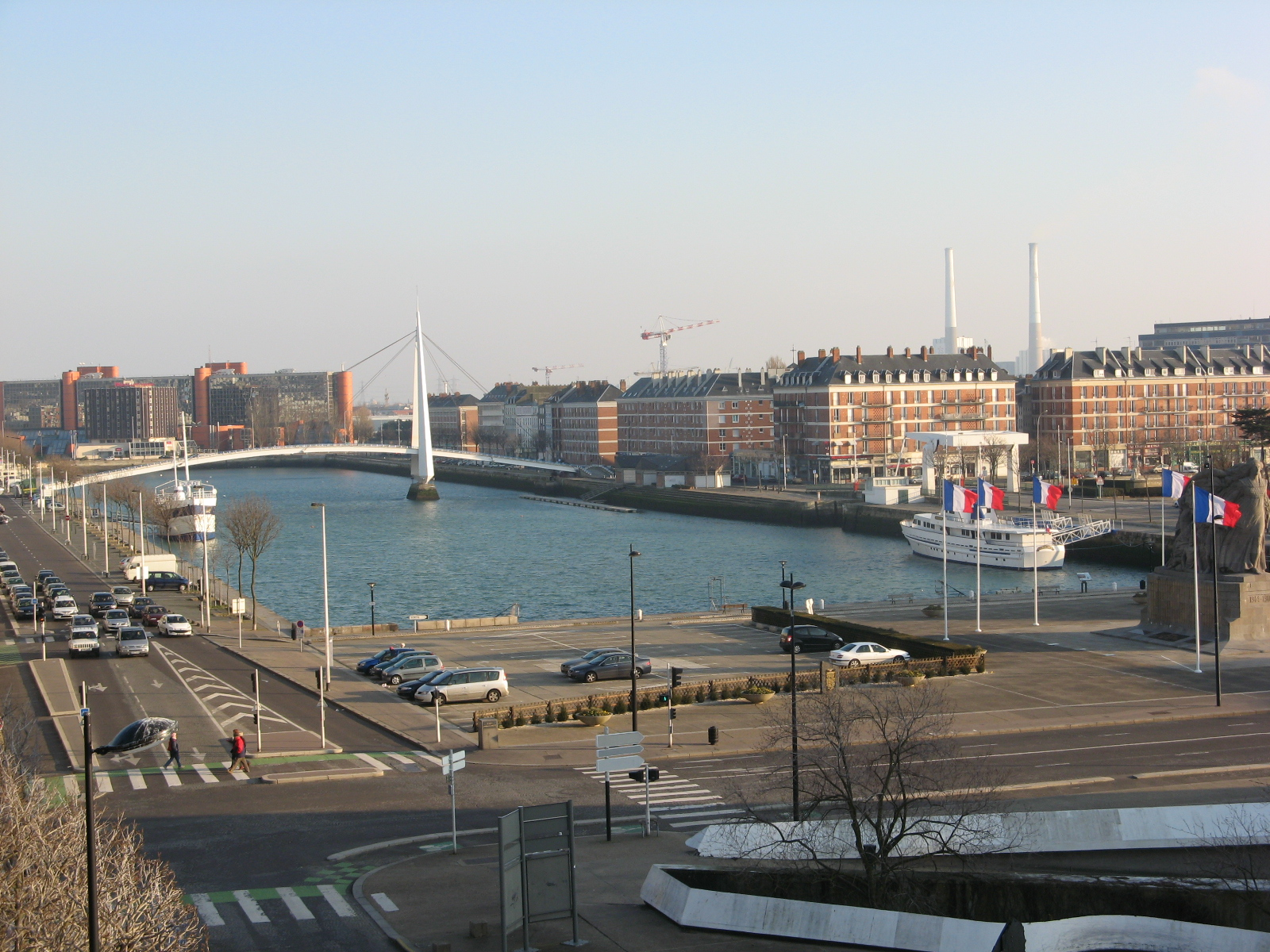
Le bassin du commerce au Havre, où débute la tournée.

Le tournage du film a débuté le 18 avril 2009 et s'est déroulé sur deux mois dans les villes et les lieux de la tournée de la troupe, c'est-à-dire Le Havre, Nantes, Saint-Nazaire, Rochefort, La Rochelle, Paris, et l'Île d'Aix. Du fait de sa présence devant la caméra, Mathieu Amalric s'est beaucoup appuyé sur son chef opérateur Christophe Beaucarne pour improviser certains plans et pour les filmer relativement librement, sans storyboard prédéterminé, avec un cahier des charges souple découvrant parfois le résultat de certaines séquences seulement au moment du dérushage. Si l'image possède une certaine spontanéité visuelle, Amalric s'attache en revanche à ce que les actrices jouent réellement leurs rôles, avec des dialogues et mouvements précis déterminés à l'avance sans « voler » des moments du fait d'une caméra relativement libre. Ce travail s'est effectué principalement par transmission orale directe de la part de Mathieu Amalric à ses acteurs lors de longues mises en place,, sans répétition, puis lors de la réalisation de prises successives des scènes durant lesquelles il demande aux acteurs d'accélérer progressivement leur rythme afin d'en réduire la durée, passant par exemple progressivement d'une prise d'une durée de 7 à 2 minutes voire une seule. Concernant ce travail d'acteur, le réalisateur déclare, en faisant le parallèle avec les techniques d'improvisation du free jazz : 

« Le travail était de cacher le travail. [...] Pour improviser, vous devez être tous à l'unisson, avoir les mêmes accords et endroits où vous allez vous retrouver. Entre ces points de rencontre, ce n'est pas de l'improvisation. Il y a des grilles déterminées, comme une harmonie »

— Mathieu Amalric, juin 2011
 Les scènes des spectacles ont été réalisées dans des conditions utilisant un vrai public invité gratuitement à y assister en échange d'une décharge sur leur droit à l'image,, afin non seulement de rendre les représentations plus réalistes mais aussi de pouvoir recruter, sans frais pour un film à petit budget, un nombre suffisant de figurants. Pour remplir les salles, 500 à 700 personnes ont été nécessaires à chaque représentation. Cependant, Amalric a souhaité que ces scènes de spectacle soient vues essentiellement depuis les coulisses afin de ne pas « tuer l'action [...] et de faire avancer le récit, ». Plusieurs régisseurs plateaux et figurants ont rapporté, avec émotion quelques années après le tournage, la grande liberté et la folle ambiance des filles de la troupe sur les plateaux de tournage mais également le fait qu'elles agissaient de manière identique hors-caméra ne jouant pas un rôle, s'attachant simplement à être des « artistes sincères [...] assum[ant] totalement ce qu’elles étaient », confortées en cela par le réalisateur.

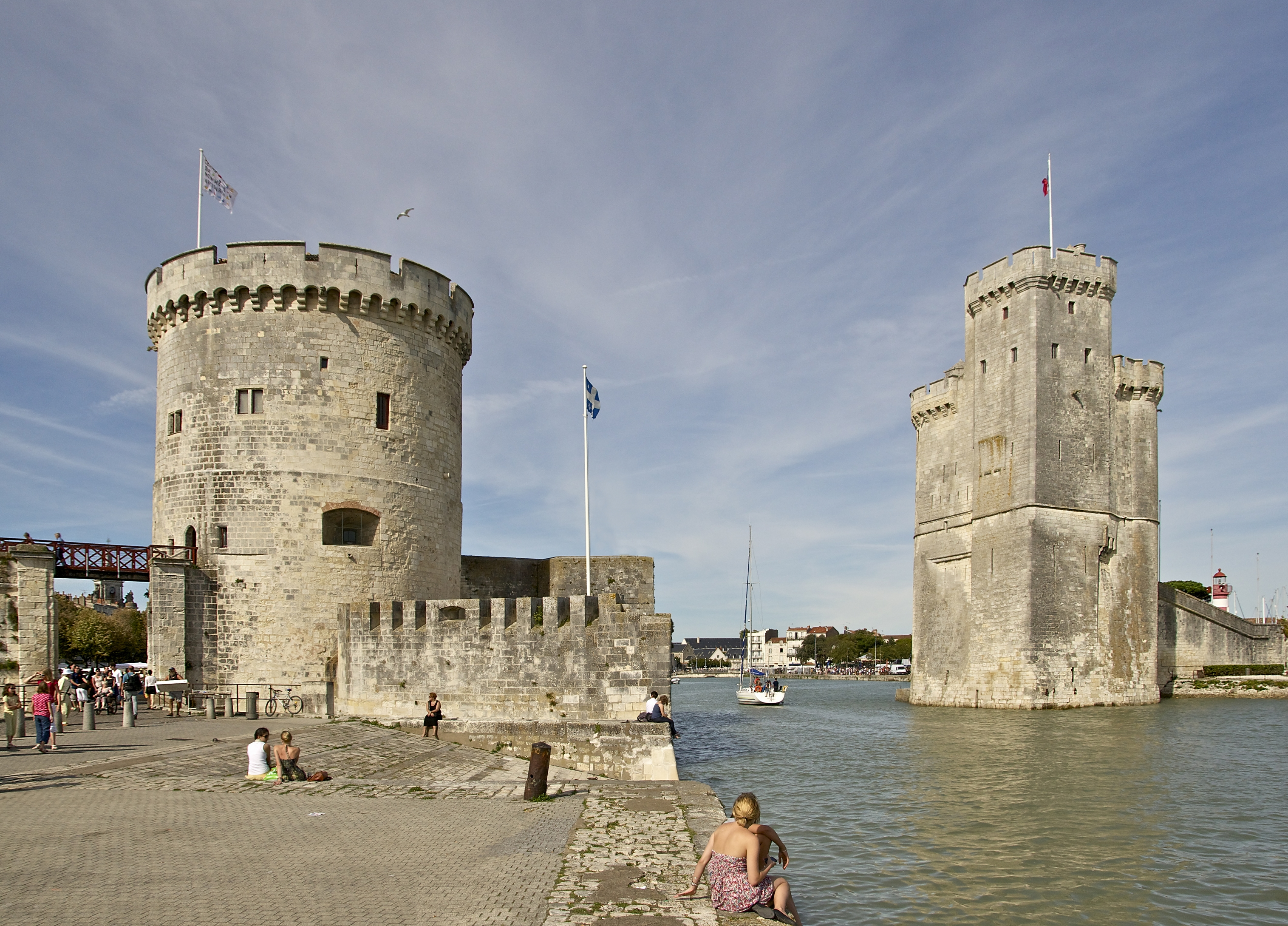
Le Vieux-Port de La Rochelle.

Parmi les lieux de représentation des spectacles se trouvent le Cabaret Electric au Havre,, l'ancienne discothèque « VIP » (renommée dans le film « Cube ») sur le site de la base sous-marine de Saint-Nazaire, le « LC Club » du Hangar à bananes et le club « Le Royal » à Nantes, et surtout le théâtre de la Coupe d'Or à Rochefort, ville qui a accueilli un grand nombre de scènes lors du tournage,. Au Havre, les scènes d'hôtel ont été filmées au Mercure du bassin du commerce et la scène du restaurant réalisée dans un grill de la zone commerciale de Montivilliers. Près de Rochefort, la pointe de la Fumée à Fouras est également un site utilisé pour les scènes de la seconde partie du film, notamment la scène du supermarché. C'est en revanche un hôtel alors désaffecté de la ville de Dolus-d'Oléron, « le Grand Large », trouvé au dernier moment en cours de tournage et dont la séquence a été écrite par le réalisateur et son équipe le matin même de son filmage,, qui est le lieu de tournage de l'ultime scène de Tournée censée se situer dans la fiction sur l'Île d'Aix, île que la troupe rejoint par le Fée des Îles III, l'un des bateaux assurant la liaison avec le continent. Le Vieux-Port de La Rochelle accueille quant à lui deux courtes scènes d'extérieur tournées sur le quai Duperré et sur le boulevard Delmas. À Paris, les abords des locaux de France Télévisions et surtout le plateau réel de l'émission Ce soir (ou jamais !) de Frédéric Taddeï ont été utilisés comme décors des scènes nocturnes lors du voyage éclair que Joachim Zand fait dans la capitale. C'est également dans la capitale, rue de Ménilmontant, qu'a été tournée la scène réunissant Joachim et ses fils dans une voiture ainsi qu'à l'hôpital Broca pour la scène dans laquelle Joachim rend visite à son ex-amante en pleine chimiothérapie.

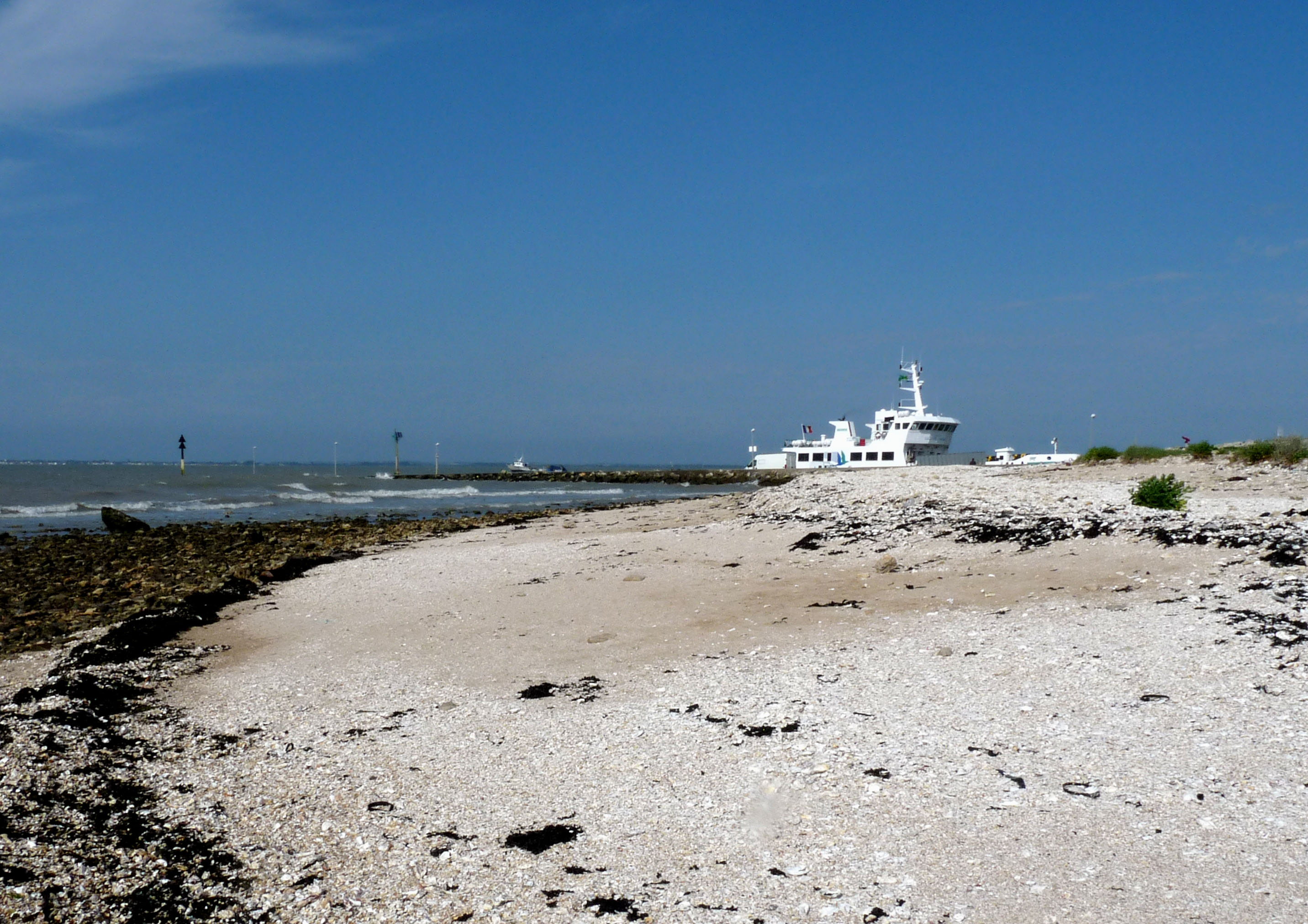
La pointe de la Fumée à Fouras et l'embarcadère pour l'Île d'Aix.

Le montage réalisé du 9 juin au 17 juillet 2009 par Annette Dutertre, monteuse attitrée des frères Larrieu, s'est effectué en deux temps : une première version du film durait 3 heures 15 ; elle est réduite dans un premier temps à 2 heures 48, puis après une période de réflexion d'un mois et demi, Amalric décide lors d'une ultime séance en cabine de montage le 3 septembre de supprimer un certain nombre de scènes pour ramener le film à sa durée définitive de 1 heure 50,,. L'essentiel des séquences supprimées dans la version finale concernaient des scènes de spectacles de la troupe, ceci afin de trouver un équilibre entre la fiction du film et son aspect documentaire,. Deux scènes impliquant d'une part ses rapports avec ses enfants et d'autre part un duel verbal entre Joachim Zand et son ami François sur le thème de « qui fait acte de résistance : celui qui part ou celui qui reste ? » n'ont pas été également gardées. Mathieu Amalric déclare que Tournée est ainsi un film construit en trois temps. Le premier temps dévoile une situation « paradisiaque » où la troupe déploie son énergie avant que n'arrive un problème. Pour résoudre ce problème le personnage de Joachim Zand vit dans un deuxième temps un « enfer » en devant plonger au cœur de son passé (constitué de Paris, de l'ami et du mentor en colère, des enfants et l'ex-amante), avant de réaliser dans le troisième temps son retour vers le paradis au sein de cette troupe qui lui insuffle une raison d'être.

### Musique et bande originale
Tournée est illustré par une bande originale généralement énergique, pour partie constituée de reprises de chansons américaines des années 1960 et 1970 ainsi que de jazz big-band de Duke Ellington, Sy Oliver, Sonny Lester ou Henry Mancini. Les compositions originales du film sont interprétées par Suzanne Ramsey alias Kitten on the Keys qui les accompagne au piano lors de son tour de chant agrémentant son spectacle. L'utilisation de la chanson Have Love, Will Travel composée par Richard Berry (comme Louie, Louie) et utilisée dans une version de 1965 par The Sonics a été particulièrement remarquée par la critique,,. Au-delà de ses paroles qui illustrent particulièrement la quête du personnage principal, elle constitue l'ouverture et surtout la fin du film où le personnage de Joachim Zand met le disque des Sonics et pousse son « cri primal » ayant enfin trouvé l'amour au bout de son voyage répondant ainsi au commandement initial du film. C'est Mathieu Amalric qui l'a véritablement imposée dans la bande son de Tournée malgré les réserves des ingénieurs du son qui lui reprochaient sa piètre qualité due notamment à la saturation de l'unique version disponible de l'enregistrement. Le thème de Moon River composé par Henry Mancini, et utilisé ici dans une version de Liberace, est également un double clin d'œil, d'une part au film Diamants sur canapé avec Audrey Hepburn mais également à Rois et Reine d'Arnaud Desplechin qui utilise cette pièce pour accompagner le personnage de Nora notamment à la fin de son film dans une scène jouée par Amalric et Emmanuelle Devos.
La liste des titres de la bande originale est la suivante :
1. Have Love, Will Travel par The Sonics - 2 min 39 s
2. Annonce (Kitten on the Keys) par Suzanne Ramsey - 39 s
3. On the Good Ship Lollipop par Suzanne Ramsey - 2 min 22 s
4. Black and Tan Fantasy par Duke Ellington et son orchestre - 2 min 21 s
5. I Put a Spell on You par Screamin' Jay Hawkins - 2 min 26 s
6. Louie Louie par les Nomads - 2 min 52 s
7. Theme for Gipsy par Sonny Lester et son orchestre - 2 min 04 s
8. Dream On (Aerosmith) par Suzanne Ramsey - 2 min 46 s
9. Hub Caps and Tall Lights par Henry Mancini et son orchestre - 2 min 32 s
10. Moon River par les Liberace - 3 min 50 s
11. My Girl's Pussy par Suzanne Ramsey - 2 min 43 s
12. I Will par Suzanne Ramsey - 2 min 17 s
13. Misirlou par Nick Pento - 2 min 05 s
14. Stu's Blues par Sy Oliver - 4 min 25 s
15. The Shimmy par The Upsetters - 1 min 17 s
16. J'ai réappris à vivre par Freddy Boys et Mathieu Amalric - 37 s

En janvier 2011, le journal en ligne Rue89 classe la bande originale du film dans les vingt meilleurs albums pop-rock-élecro de l'année 2010 écoulée.

### Affiche du film
L'affiche du film a été dessinée par l'illustrateur Christophe Blain en 2010. Elle représente un portrait légèrement caricatural d'un petit Joachim Zand (Mathieu Amalric) debout entre les jambes d'une vibrionnante strip-teaseuse « gulliverienne » allongée et orientée de trois-quarts, le bras en l'air et en gants bleus avec des étoiles de la même couleur couvrant ses seins. Le fond de l'affiche est rouge et le titre est composé de lettres en capitales jaunes. Alain Korkos pour le site @rret sur images analyse que cette affiche est un hommage à celles dessinées par l'affichiste et illustrateur René Gruau (1909-2004) en 1963 pour le Moulin Rouge présentant une danseuse de french cancan dans une position relativement similaire avec exactement la même composition visuelle et le même choix de couleurs. Cette affiche et ses sources d'inspiration influenceront le graphisme, les couleurs, et les thématiques de celle du film La Vénus à la fourrure (2013) de Roman Polanski également avec Mathieu Amalric dans le rôle principal.
Lors de la première diffusion du film à la télévision en mai 2011 sur Canal+, c'est une affiche alternative et détournée du film qui est utilisée pour la campagne publicitaire nationale de la chaîne menée par l'agence Euro RSCG avec un affichage dans les rues, les métros, et les bus dans toute la France. Celle-ci reprend un graphisme simplifié sur fond rose d'une paire de jambes d'une femme bien en chair d'où dépassent un nez et une moustache d'homme tenant à deux mains les genoux de la danseuse avec pour surtitre « les cinéphiles préfèrent les rondes ».

## Sorties et réception du film

### Présentation à Cannes et sorties nationales

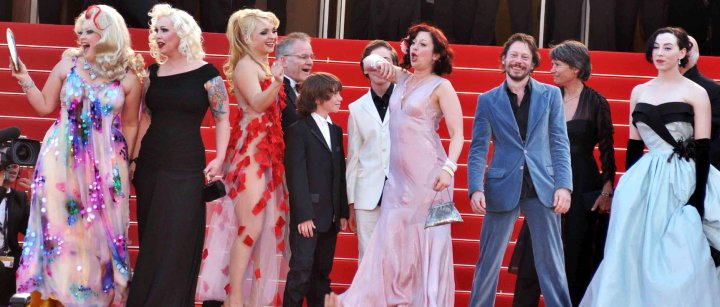
L'équipe du film lors de la montée des marches au Festival de Cannes le 13 mai 2010. De gauche à droite : Miss Dirty Martini, Mimi Le Meaux, Julie Atlas Muz, Thierry Frémaux, les enfants Simon et Joseph Roth, Kitten on the Keys, Mathieu Amalric, Véronique Cayla, Evie Lovelle.

Le film est sélectionné le 15 avril 2010 par Thierry Frémaux en compétition officielle pour le Festival de Cannes 2010 et est le premier film présenté le 13 mai 2010 juste après l'ouverture de la quinzaine cannoise,. Ce jour-là, Mathieu Amalric et l'ensemble de la troupe des actrices de New burlesque font le « show » lors d'une montée des marches très remarquée,. Le jury du festival, présidé cette année-là par Tim Burton, récompense le dimanche 23 mai 2010 le film du prix de la mise en scène (meilleur réalisateur). Plusieurs critiques avaient souligné que le film avait des arguments pour séduire le président du jury,. Tournée reçoit également lors du festival de Cannes le prix de la Fédération internationale de la presse cinématographique (FIPRESCI). Stéphane Delorme estime dans les Cahiers du cinéma à l'issue de la quinzaine cannoise qu'avec Tournée et Des hommes et des dieux (récompensé du grand prix du jury) de Xavier Beauvois « cette édition du festival de Cannes rassemblait la meilleure sélection française depuis longtemps ».
Après la présentation à Cannes, Amalric entreprend une série de projections en avant-première en province au début du mois de juin, notamment dans l'Ouest de la France dans les villes portuaires évoquées dans le film que sont Le Havre, Nantes, Saint-Nazaire et La Rochelle pour l'inauguration du cinéma CGR-Dragon. Le film est également présenté hors-compétition le 23 juin en ouverture du Festival du film européen de Bruxelles et le 17 octobre au Festival international du film de La Roche-sur-Yon dont Mathieu Amalric est l'invité d'honneur et Mimi Le Meaux illustre de surcroît l'affiche officielle.
La sortie nationale du film en France a lieu le 30 juin 2010 sur 159 écrans. Il cumule durant sa première semaine d'exploitation 172 154 entrées avec un ratio de 1082 entrées par écran, ce qui constitue un excellent démarrage puisqu'à titre comparatif Splice ou Millénium 2 sortis la même semaine sur respectivement 202 et 248 écrans ne totalisent que 137 963 et 115 493 entrées (ratios de 682 et 466 entrées/écran). Le premier mois d'exploitation cumule 402 520 entrées pour un maximum de 275 écrans projetant le film avec une érosion lente de la fréquentation. Au 2 février 2011, le film totalise 536 261 entrées en France ce qui pour un film d'auteur représente un très bon résultat. En revanche, en Suisse, où le film est sur les écrans depuis le 14 juillet 2010, le nombre total d'admissions n'est que de 9 722 entrées pour les deux-tiers dans la partie romande du pays et un tiers dans la partie suisse-allemande. Le film totalise également 12 004 entrées en Belgique en 2010 et 12 570 entrées en Italie en 2012.
Le film a également été acheté par différents distributeurs européens, asiatiques, et américains qui programment des sorties nationales tout au long du deuxième semestre 2010 pour la Russie, la Grande-Bretagne, la Finlande, l'Italie (en compétition officielle lors du Festival du film de Turin), le Canada (lors du Festival du nouveau cinéma de Montréal,), et le Brésil (lors du Festival international du film de Rio de Janeiro), Hong Kong (lors du Festival du film français), Taïwan, et 2011 pour les États-Unis (en mai lors du Festival du film de San Francisco pour la côte ouest et le 26 juin lors du BAMcinemaFest de la Brooklyn Academy of Music pour la côte est) notamment.
Grâce à son succès avec près de 540 000 entrées spectateurs réalisées en France durant la période d'exploitation, entre sa sortie et le mois de février 2011, le film affiche un taux de rentabilité en salles relativement bon de 44,2 %, soit la sixième meilleure performance du classement annuel (seuls une trentaine de films français en 2010 ont un taux supérieur à 25 % considéré comme « le seuil honorable »). Classiquement, pour couvrir leurs coûts de production, les producteurs du film doivent intégrer par la suite les résultats des ventes de DVD, les droits de diffusion à la télévision, et les entrées réalisées à l'international.

### Diffusions télévisuelles
La première diffusion à la télévision de Tournée a lieu le 11 mai 2011 sur Canal+ accompagné d'une campagne publicitaire d'affichage autour du film. Le film est ensuite programmé les 12 et 26 juillet 2012 sur Ciné+ Premier, une des chaînes consacrées au cinéma du bouquet numérique du groupe Canal+.
La première diffusion en clair est faite par la chaîne culturelle franco-allemande Arte qui diffuse Tournée en première partie de soirée le 12 novembre 2012 (avec une rediffusion le 14 novembre en troisième partie de soirée) dans le cadre de son « Festival du cinéma 2012 ». À cette occasion le film est suivi d'un chat en ligne avec le réalisateur sur le site de la chaîne et d'une expérience participative d'improvisation (sous la forme d'un jeu de rôle grandeur nature mené simultanément au Générateur à Paris et Berlin dans la nuit du 29 au 30 octobre) de la suite du film de la part de vingt-neuf candidats sélectionnés préalablement. Tournée est vu par 1 169 000 téléspectateurs en France soit une part d'audience de 4,4 % selon Médiamétrie, ce qui représente un excellent résultat pour la chaîne culturelle. Le film est ensuite diffusé au Canada le 9 décembre 2012 sur la chaîne Télé-Québec.

### Accueil de la critique

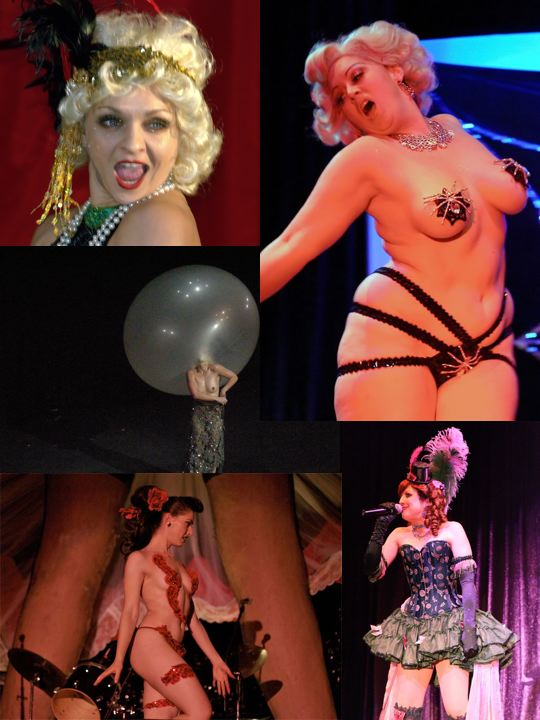
Scènes de New burlesque avec Julie Atlas Muz (haut et centre à gauche), Miss Dirty Martini (en haut à droite), et Kitten on the Keys (en bas à droite)

Lors de sa présentation à Cannes, Le Monde publie une pleine page sur le film avec un accueil particulièrement enthousiaste de Jacques Mandelbaum qui juge le film comme une . Selon Philippe Azoury pour Libération, Tournée « fut l’un des rares, sinon le seul [film], à fédérer l’engouement. » et pour Olivier Séguret du même journal « il a résisté dans la mémoire et persisté sur la rétine, malgré le flot de films qui s’est écoulé depuis le soir de sa projection de presse » ; avis également partagé par d'autres critiques,,,. Olivier Séguret avait, lors de sa projection en compétition le 14 mai, déjà gratifié le film de commentaires particulièrement louangeurs écrivant qu'il « nous fait voyager avec une élégance et une discrétion renversantes dans ce qu’il faut bien appeler [...] le meilleur du cinéma français » et jugé que le réalisateur Amalric faisait preuve d'« une finesse captivante dans la mise en scène ». François-Guillaume Lorrain pour Le Point dit de Tournée que c'est un « beau film drôle et triste, drolatique, très tendre, très libre, tout en ruptures, qui lui [Amalric] ressemble tant ». Éric Neuhoff dans Le Figaro qualifie Tournée de « film brouillon mais touchant » et dit d'Amalric « qu'il est un cinéaste et que s'il n'avait fait que ça dans sa vie il aurait déjà une "petite" Palme d'Or ». Le critique du New York Times souligne la parenté avec les films de Cassavetes, notamment dans les « dialogues naturalistes » et « la beauté et les changements entre la scène et les coulisses », tout en accordant au film des « rythmes et buts qui lui sont propres » et au réalisateur une réelle « profondeur ». Parmi les journaux anglais, The Daily Telegraph qualifie le film de « drôle, intelligent, et émouvant – à l'image d'Amalric – (...) toujours dynamique, avec une étrange soif pour quelque chose en plus dans la vie » et The Independent souligne sa « touche décontractée et improvisée qui est chaleureusement convaincante ».
Lors de ses sorties nationales française et belge le 30 juin 2010, le film reçoit une nouvelle série de critiques enthousiastes et quasiment unanimes, le qualifiant notamment de « film liquide », « sensuel, poétique, drôle », « cocasse et poétique », « émouvant et envoûtant », ou encore de film « vivant et nomade, un hommage au courage des saltimbanques et à la force des femmes ». Carlos Gomez dans Le Journal du dimanche souligne qu'avec Tournée « le trivial devient sublime, le misérable devient poésie » et qu'« il y a du génie enfin dans cette manière de nous faire croire que tout cela est naturel, quand derrière il y a notamment le travail miraculeux d’un chef-opérateur qui fait exactement ce qu’il veut de la lumière pour que le cadre devienne photo, tableau et imprime durablement la rétine ». Dominique Païni pour Les Cahiers du cinéma juge que la performance de Mathieu Amalric « réside dans sa tentative réussie de filmer les bords de l'abîme de l'épuisement, la rage de consumer les miettes ultimes de l'énergie ». Danièle Heymann compare le film à un « road-movie existentiel, une ode énergisante et mélancolique », termes repris également par Emmanuèle Frois dans Le Figaro qui y voit « de la chair, du désir, de la fantaisie, de la mélancolie, du loufoque, du surréalisme, de la poésie, des références cinématographiques qui se glissent, impromptues ». La force du film réside dans le regard particulier du cinéaste sur ces corps atypiques et non standardisés évoquant pour la plupart des critiques le regard de Federico Fellini,,,,,,, regard original qui pour l'historien Georges Vigarello « se moque des normes, magnifie des corps que pourraient freiner pesanteur et bourrelets ». À ce titre le film et son réalisateur ont été qualifiés de « féministes » dans toute la dimension positive du terme. Jacques Morice dans Télérama et Serge Kaganski dans Les Inrockuptibles tracent en plus quant à eux un parallèle avec la « liberté aérienne, faussement improvisée » du réalisateur Jacques Rozier dont Amalric reprend le « free style, l'échappée soudaine »,. Cette source d'inspiration a été confirmée par le réalisateur. Le parallèle avec une construction du film similaire à celle d'un morceau de jazz, c'est-à-dire autour d'un thème, d'improvisations, et d'une liberté de jeu donnée aux acteurs, est également souligné dans l'Annuel du cinéma des Fiches du cinéma qui saluent le « travail d'un fan de cinéma, fidèle à une certaine idée du cinéma français ». Enfin, pour Fabien Bradfer du quotidien belge Le Soir, qui salue avec enthousiasme le travail de réalisateur-acteur d'Amalric, Tournée est « volontairement plein de désordres, chaleureusement humain et fort d'une insolence souvent amenée avec dérision, [un] film [où] souffle une liberté qui fait un bien fou ». Lors de sa diffusion à la télévision québécoise en décembre 2012, la presse écrite souligne que le film est « tant sur le fond que dans la forme, une proposition résolument originale et libre ».
Au Royaume-Uni, la sortie nationale de Tournée, le 10 décembre 2010, précède d'une semaine celle de Burlesque de Steve Antin, avec dans les rôles principaux Christina Aguilera et Cher, entraînant une inévitable comparaison des deux films et de leurs traitements radicalement différents du même sujet. À l'approche « hollywoodienne glamour » de Burlesque qui choisit de présenter essentiellement sous la forme de la comédie musicale le point de vue classique du spectateur assistant à un spectacle formaté dans ses codes et ses corps, le critique de The Independent oppose les choix d'Amalric qui « évite les archétypes hollywoodiens de faire danser des filles kitsch et a opté pour une approche plus sombre qui va au cœur de [la] fascination durable pour le burlesque et ses danseuses » en ayant fait le choix, qu'il qualifie de « coup de maître », de filmer une réelle troupe de danseuses New burlesque avec de « vrais corps » et non d'« actrices maigrelettes qu'Hollywood aime mettre à l'écran » jugeant que ce sont elles les « vraies stars » du film. Des critiques élogieuses ont été également portées sur le film lors de sa sortie en Italie en mars 2011 soulignant que Tournée est « un road-movie qui exalte la confusion, l'énergie créatrice, la dévotion au spectacle, aux trains, et aux hôtels de troisième catégorie ». Lors de sa sortie en Espagne en mai 2011, le critique de La Vanguardia ajoute à la parenté avec le cinéma de Cassavetes, celle de Deux filles au tapis (1981) de Robert Aldrich, usant du « même ton de tristesse et de sagesse pour créer un climat » et qualifie l'« œuvre de très personnelle, admirablement transmise, quasi un chef-d'œuvre ». Pour le critique d'El País, qui en fait une analyse plus en profondeur, ce « quatrième extraordinaire film » d'Amalric joue avec la « contre-culture du corps » qui « n'a plus rien à voir avec la lubricité mais avec l'identité » dans une démarche « activiste, revendicatrice, politique et insoumise ». Lors du bilan cinématographique de l'année 2012, trois des six critiques du journal La Nación classent Tournée dans la liste des dix meilleurs films étrangers sortis cette année-là en Argentine ; le film obtient également un bon accueil en 2013 dans la presse uruguayenne.
Parmi les quelques critiques négatives, celle de Filmsactu.com déplore un manque de rythme et considère le « film inégal [...] mais indéniablement sincère et visuellement inspiré ». Le même commentaire est formulé par Le Nouvel Observateur pour lequel « le film connaît des flottements [mais qu']ils font partie intégrante de son charme foutraque et persistant ». Le critique du Hollywood Reporter reprend cette opinion jugeant que « quelques moments touchants ne rachètent pas ce conte de rédemption un peu trop mou » et que le film ne devrait pas rencontrer de succès commercial hors de la France et en particulier aux États-Unis ; ce dernier avis étant également partagé par le critique de Screen, ainsi que par celui du Guardian qui juge le film « trop passager et trop léger [...] pour être une réussite » tout en reconnaissant sa « mélancolie légère ». Pour le critique de Time Out (London), bien qu'Amalric soit « frénétique et assez charmeur » le « scénario et son jeu ne sont jamais assez convaincants pour faire croire à son conflit d'homme déchiré entre son passé et son présent » considérant que les meilleures scènes sont celles impliquant les actrices de New Burlesque. À l'exact inverse, Alain Riou lors de l'émission radiophonique Le Masque et la Plume regrette quant à lui que les « actrices so[ie]nt totalement sacrifiées, et servent de faire valoir ». Enfin, Jean-Luc Porquet dans Le Canard enchaîné est le plus dur en qualifiant le film de « foutraque et guère torride qui ne sait pas où il va mais y va gaillardement » estimant excessif le Prix de la mise en scène obtenu à Cannes tout comme d'ailleurs le critique espagnol de la radio nationale Cadena COPE.
Globalement le film obtient dans les agrégateurs de critiques cinématographiques anglophones, 83 % de jugements favorables, avec un score moyen de 6,6⁄10 sur la base de 18 critiques collectées sur le site Rotten Tomatoes.

## Distinctions
Tournée obtient deux prix lors du festival de Cannes en mai 2010 : le prix de la mise en scène et le prix FIPRESCI du meilleur film. Mais au-delà de cette première compétition qui eut lieu avant sa sortie généralisée sur grand écran, le film est ensuite sélectionné pour l'obtention de différents prix nationaux et internationaux. Le 9 septembre 2010, l'Académie de cinéma européen annonce que Tournée fait partie des quatre films retenus (dans une liste 46 films européens recommandés au total) pour représenter la France pour l'attribution des Prix du cinéma européen 2010. Le 24 novembre 2010, Tournée fait partie des huit films sélectionnés pour l'obtention du prix Louis-Delluc 2010 et le 18 décembre Mathieu Amalric est nommé pour le Lumière du meilleur réalisateur. Cependant, dans aucune de ces trois compétitions le film ne reçoit de prix.
Le 21 janvier 2011, l'académie des Césars annonce que Tournée est nommé dans sept catégories différentes pour la 36e cérémonie des César du cinéma qui a lieu le 25 février 2011 au théâtre du Châtelet, faisant du film le quatrième en nombre total de nominations derrière notamment les onze de Des hommes et des dieux de Xavier Beauvois. Parmi les nominations les plus importantes, le film est sélectionné pour le César du meilleur film, le César du meilleur réalisateur, le César du meilleur scénario original et le César de la meilleure photographie. Le film ne reçoit finalement aucun César mais ses deux productrices principales, Yaël Fogiel et Laetitia Gonzalez, sont toutefois primées par l'Académie des César par le prix Daniel Toscan du Plantier récompensant les meilleurs producteurs de l'année écoulée. Le prix est cependant remit dans une soirée en marge de la cérémonie des César. 
Le 7 février 2011, le syndicat français de la critique de cinéma décerne, lors de sa remise de prix annuelle, à Tournée le prix du film singulier francophone (qui récompense une coproduction majoritairement française). Lors de l'annonce du Prix des auditeurs du Masque et la Plume le 20 février 2011, Tournée est classé au deuxième rang des meilleurs films français les plus appréciés par les auditeurs de l'émission de France Inter, après Des hommes et des dieux qui remporte une nouvelle fois la principale récompense cette année-là.
Mathieu Amalric reçoit également au printemps 2011 le prix du meilleur acteur, pour son rôle de Joachim Zand, lors du Festival international du film RiverRun tenu annuellement à Winston-Salem en Caroline du Nord aux États-Unis.

### Récompenses
| Année | Cérémonie ou récompense                    | Prix                           | Catégorie / Lauréat(es)            |
| ----- | ------------------------------------------ | ------------------------------ | ---------------------------------- |
| 2010  | Festival de Cannes                         | Prix de la mise en scène       | Mathieu Amalric                    |
| 2010  | Festival de Cannes                         | Prix FIPRESCI                  | Compétition                        |
| 2011  | César du cinéma                            | Prix Daniel Toscan du Plantier | Yaël Fogiel et Laetitia Gonzalez   |
| 2011  | Syndicat français de la critique de cinéma | Prix du syndicat               | Prix du film singulier francophone |
| 2011  | Festival international du film RiverRun    | Prix du meilleur acteur        | Mathieu Amalric                    |

### Nominations
| Année | Cérémonie ou récompense              | Catégorie              | Nommé                                                                                     |
| ----- | ------------------------------------ | ---------------------- | ----------------------------------------------------------------------------------------- |
| 2010  | Prix Louis-Delluc                    | Meilleur film          |                                                                                           |
| 2011  | Lumières de la presse internationale | Meilleur réalisateur   | Mathieu Amalric                                                                           |
| 2011  | César du cinéma                      | Meilleur film          | Mathieu Amalric (réalisateur), Laetitia Gonzalez et Yaël Fogiel (productrices)            |
| 2011  | César du cinéma                      | Meilleur réalisateur   | Mathieu Amalric                                                                           |
| 2011  | César du cinéma                      | Meilleur scénario      | Mathieu Amalric, Philippe Di Folco, Marcelo Novais Teles et Raphaëlle Valbrune-Desplechin |
| 2011  | César du cinéma                      | Meilleure photographie | Christophe Beaucarne                                                                      |
| 2011  | César du cinéma                      | Meilleur montage       | Annette Dutertre                                                                          |
| 2011  | César du cinéma                      | Meilleur son           | Olivier Mauvezin, Séverin Favriau et Stéphane Thiébaut                                    |
| 2011  | César du cinéma                      | Meilleurs costumes     | Alexia Crisp-Jones                                                                        |
| 2011  | Étoiles d'or du cinéma français      | Meilleur film          |                                                                                           |
| 2011  | Étoiles d'or du cinéma français      | Meilleur réalisateur   | Mathieu Amalric                                                                           |

## Analyse

### Personnages
- Joachim Zand. Ancien concepteur et producteur d'émissions de télévision, Zand est parti aux États-Unis visiblement pour fuir la France à la suite de déconvenues dont la nature reste inconnue. Il a laissé en France son ex-femme et ses deux enfants d'environ 14 et 10 ans, incapable d'assumer à minima sa charge de père, pour tenter une nouvelle aventure outre-atlantique. Feu follet légèrement névrosé et charmeur, clown triste luttant contre l'épuisement de sa cavale personnelle[100], il est en quête de lui-même et sans le savoir de l'amour.
- Mimi Le Meaux. Actrice et danseuse aux portes de la quarantaine, c'est un personnage introspectif et voluptueux. Elle assume pleinement ses désirs et sa féminité, dicte aux hommes ses envies, mais visiblement ressent un manque profond dans sa vie (peut-être celui d'avoir une famille et des enfants). Au fil de la tournée, elle se découvre des sentiments pour Joachim et fera tout pour s'en rapprocher.
- Miss Dirty Martini. C'est la plus plantureuse de la troupe et l'une des stars sur scène. Ses numéros sont forts et politiquement engagés. Probablement l'aînée du groupe, elle est aussi la confidente et la protectrice des autres.
- Julie Atlas Muz. Personnage peu mis en lumière dans la vie du groupe mais y insufflant de l'énergie et de la bonne humeur, elle est cependant sur scène l'une des attractions, avec des numéros particulièrement visuels et drôles où elle joue beaucoup sur la performance physique.
- Kitten on the Keys. Elle assure les parties musicales des numéros et joue plus la comédie sur scène qu'elle ne s'effeuille. Volubile, c'est elle qui tient le plus tête à Joachim.
- Evie Lovelle. Benjamine de la troupe, elle débute dans le métier et éprouve encore beaucoup de difficultés à se mettre à nu. Chaque spectacle est une nouvelle tentative mais « il faut du temps pour aimer son corps » et réussir à l'offrir au public.
- Roky Roulette. Il est le seul homme de la troupe au milieu de ces femmes pleines et à fortes personnalités. Légèrement en retrait par rapport à celles qui tiennent le centre d'attraction des spectacles, il est le personnage sur lequel semble le plus peser l'éloignement de son pays et apparemment l'absence d'un fils qui s'y trouve.
- Ulysse. C'est le « roadie » de la troupe. Jeune et timide, il est parfois débordé par la vitalité du groupe dont il doit assumer l'intendance en l'absence de Joachim. Il réussit cependant à gérer au mieux la troupe et à assurer la logistique de ville en ville malgré les défections du patron. Il aura sa revanche un soir en charmant son monde par un solo de guitare.
- François. L'ami blessé, plein de rancœur et de colère, devenu un créateur d'émission de télévision à succès, il tentera toutefois en souvenir de leur amitié passée de l'aider à trouver une salle à Paris en allant voir leur vieux mentor commun, Chapuis, et se fera une nouvelle fois trahir par Joachim.

### Un film sur le regard

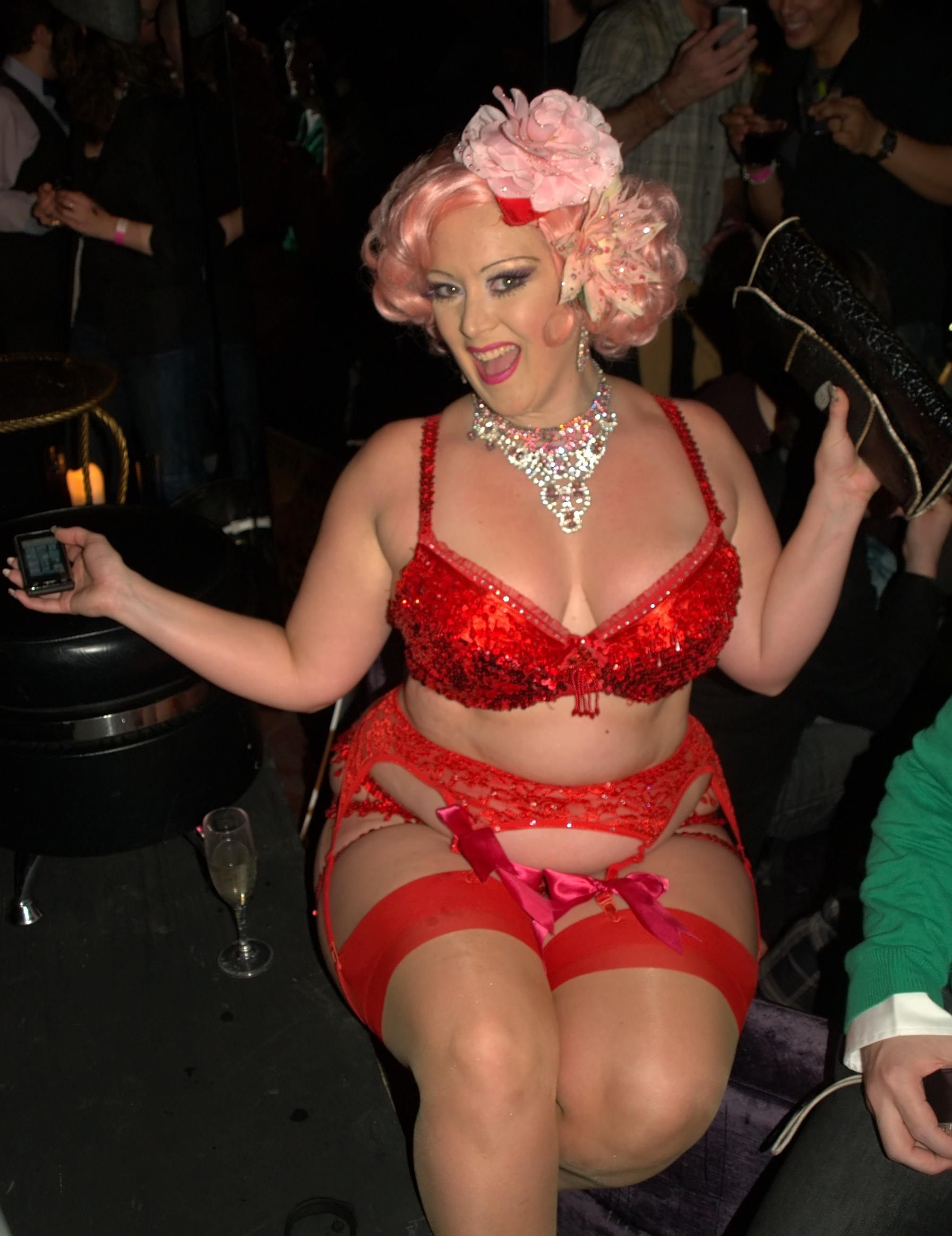
Les formes généreuses de Miss Dirty Martini, lors d'une tournée.

Tournée est un film qui s'attache à différentes sortes de regards, qu'ils soient portés sur les corps, sur le groupe, ou sur les pays. Le regard central du film est dans la mise en scène du « corps féminin gros, exposé, ondulant et désirable » comme le souligne l'historien Georges Vigarello dans un article d'analyse consacré au film dans Marianne. Selon lui, le film tourne le dos, voire dénonce, la promotion des corps standardisés et parfaits qui sont la norme dans les sociétés occidentales et particulièrement au cinéma. Mathieu Amalric démontre, par une démarche que de nombreux critiques ont qualifié de « fellinienne » et paradoxalement en dévoilant un maximum les corps, que ces femmes sont belles et séduisantes et que leur public, enthousiaste, est conquis au point qu'une ordinaire caissière de supermarché se prend à rêver de devenir une danseuse de la troupe à la suite de son engouement pour le spectacle et de la libération personnelle que ces femmes lui ont proposée. Le réalisateur a déclaré à de nombreuses reprises qu'il existe deux sortes de burlesque : celui par exemple de Dita von Teese, mettant en scène des corps parfaits et principalement destiné aux hommes par son approche glamour et hollywoodienne, et celui – qui est en fait l'original – plus politique et humoristique qu'Amalric a choisi de montrer dans ses « imperfections » et en conséquence le « danger de le présenter ». De même, un travail similaire s'effectue pour le personnage de Joachim Zand qui petit à petit se prend à regarder différemment ses strip-teaseuses au point d'être ému par elles depuis les coulisses et finalement de tomber amoureux de Mimi Le Meaux, lui avouant après l'amour « tu m'avais caché tout ça ». Vigarello propose que sous le regard d'Amalric, ces femmes, qui sont certes grosses, ne sont pas « affalées » et que « l'énergie, la justesse des gestes et la volupté » ont déplacé le curseur de la séduction et du succès,. Ce message libérateur des corps des femmes est à mettre en perspective avec l'engagement politique lors du renouveau du New burlesque dans les années 1970 qui fut fortement influencé par le mouvement lesbien gothique, et qui reste un mouvement féministe. Les filles de la troupe ne font pas que se montrer, elles revendiquent leur place, leurs choix artistiques, utilisent leur corps comme « vecteur politique, » et affirment leur autonomie, également à l'égard de leur producteur qui subit et assiste plus qu'il ne dirige, dans ce que Vigarello qualifie de « souveraineté redoublée de corps féminins s'imposant en majesté : affirmation personnelle délibérée ajoutée à celle des gestes, des sens, et des pas ». De cela naît une lutte entre Joachim Zand et ces filles que Mathieu Amalric a souhaité mettre au cœur de son film et qui est illustrée visuellement par l'affiche du film le montrant lilliputien et dominé par le corps gigantesque de Dirty Martini. Certes dominé par ces créatures felliniennes, et par les femmes en général (son ex-femme et son ex-amante ont plus prise sur lui que l'inverse), Joachim Zand tente cependant de se rebeller, quitte à être blessant, en leur reprochant leur « ringardise et niaiserie » et leur « absence de talent » dans le couloir d'un hôtel impersonnel.
Le deuxième niveau de regard est celui porté, durant seulement quatre jours, sur le groupe que constitue cette troupe de music-hall lors d'un fragment d'une tournée. Pour cela, Mathieu Amalric a choisi une approche cinématographique quasiment documentaire décidée dès le stade de l'écriture du projet : Tournée est inspiré par le témoignage littéraire de Colette sur sa propre expérience de la scène et des tournées en France dans les années 1910. Cela se manifeste par sa volonté de filmer les spectacles non pas du point de vue du spectateur mais depuis les coulisses. Il fait le choix de montrer finalement assez peu de scènes des spectacles comparativement à la durée du film, seulement 17 minutes sur les 110 minutes totales, mais s'attache à dépeindre les émotions qui traversent le groupe à travers ses individualités, dans leurs joies et excitations, leur intimité, mais aussi « leur fatigue et le sentiment d'exil perpétuel ». Amalric a également souhaité ne pas tomber dans un documentaire individuel sur leur vie, leur passé, ou sur le parcours les ayant mené à ce qu'elles sont,. Le spectateur du film ignore totalement quelle fut leur histoire individuelle et ne peut que l'imaginer. L'objectif d'Amalric et de son chef opérateur Christophe Beaucarne était de rester dans la fiction en utilisant, de loin et comme ambiance, le spectacle ressenti du point de vue de Joachim Zand et non de celui du spectateur. Renforçant cet aspect « pris sur le vif », le travail cinématographique d'Amalric s'est fortement inspiré de celui de John Cassavetes. Plusieurs scènes de coulisses sont à ce titre directement inspirées de celles de Meurtre d'un bookmaker chinois, avec pour point d'orgue la scène où Zand annonce à ses filles, comme le personnage de Cosmo Vitelli de Cassavetes, une mauvaise nouvelle par le biais du microphone de la salle de spectacle. Il lui emprunte aussi son approche naturaliste des dialogues, qui n'étaient pas totalement écrits dans le scénario — à titre d'exemple la querelle entre Joachim Zand et son ami François reprend et module les insultes épistolaires réelles que se sont échangées François Truffaut et Jean-Luc Godard lors de leur brouille en mai 1973 — et mêlent indifféremment français et anglais dans une même phrase, ainsi que le rythme et la fluidité d'utilisation de la caméra,. L'influence de la Nouvelle Vague est également notée par l'historien du cinéma Noël Simsolo dans son Dictionnaire de la Nouvelle Vague (2013) qui « sent la marque secrète de Jean Renoir, tout autant que [d]es parentés avec Demy, Rozier et Eustache, même si ton et style révèlent l'évidence [d'une] originalité créatrice, ».

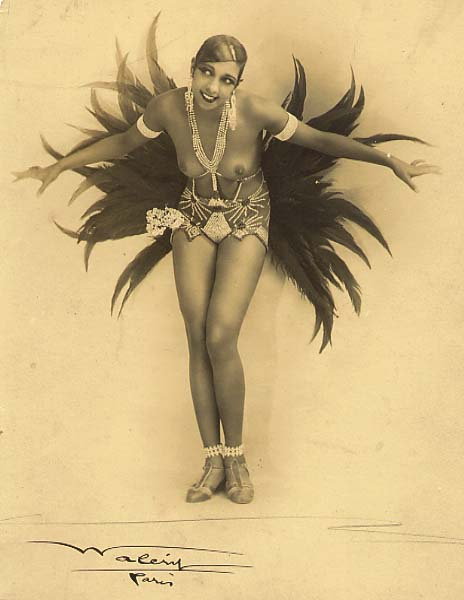
Joséphine Baker, une devancière du New Burlesque, et une image inspiratrice du film.

Le troisième niveau de regard est celui porté par ces Américaines sur la France, ainsi que par Joachim Zand, et le spectateur, sur les États-Unis. C'est peut-être le regard le plus complexe car il résulte d'un double fantasme ou plutôt d'un fantasme réciproque,, qu'Amalric a souhaité décrire avec ce qu'il qualifie lui-même de « ruse extraordinaire » en utilisant la technique de Montesquieu dans Lettres persanes afin de « porter sur son pays un regard étranger ». S'il apparaît évident que Joachim Zand a vu les films américains des années 1970, et ceux de Cassavetes en particulier, au point d'assumer d'incarner pleinement le personnage de manager de Cosmo Vitelli, il n'en demeure pas moins que sa fascination pour les États-Unis est avant tout un moyen pour lui de rentrer en France par la grande porte, avec un spectacle américain exotique, et qu'il se sert aussi de ces filles pour sa propre ambition personnelle en « vampirisant leur énergie ». De leur côté, les membres de la troupe ont été embarqués dans cette tournée en France probablement en raison de leurs propres fantasmes sur le pays du Moulin Rouge et de Joséphine Baker comme le suggère Amalric dans ses interviews, bien qu'en définitive ils ne voient rien des lieux dans lesquels ils se produisent à part quelques hôtels plutôt impersonnels et des banlieues sordides de villes de province. Paris n'est qu'une lanterne agitée par Joachim Zand, qui malgré tout reste leur « prince grenouille »,, faisant ainsi vivre un autre cliché américain sur les Français.

## Impact du film
Bien que le « Burlesque » soit né en France — notamment à partir de 1894 au Divan japonais, un club de la rue des Martyrs à Paris, et en Angleterre à la fin du XIXe siècle — c'est sur la côte ouest des États-Unis à Los Angeles que la discipline renaît vers 1995 sous l'impulsion du Velvet Hammer Burlesque et se voit qualifié de « New » ou « Neo »,. Son message devient dès lors bien plus politique : désormais satirique et ouvertement féministe, le New Burlesque s'affirme comme une démarche artistique théâtrale luttant contre les images de la femme proposées par les codes médiatiques et sociétaux du moment, soumis aux canons de la minceur, aux apparences artificielles et à la chirurgie esthétique. Il reconquiert une petite place sur les scènes françaises au milieu des années 2000, mais c'est le succès critique, médiatique, et public du film Tournée qui a mis en lumière cette discipline de la danse et du théâtre politique et participe actuellement à sa diffusion auprès du public,,,,,. Ainsi, la troupe du film dans son ensemble est programmée pour la neuvième édition du festival Temps d'images à La Ferme du Buisson,, suivi d'une tournée en France de l'automne 2010 à la fin du printemps 2011, incluant une série de spectacles ayant rencontrés un excellent succès durant trois semaines au Théâtre de la Cité internationale à Paris à l'hiver 2010-2011, ainsi que durant quelques jours au Cent Quatre et à La Rochelle, en clin d'œil deux ans après le tournage et un an après la présentation du film à Cannes. Ceux-ci reprennent l'essentiel des numéros présentés dans Tournée, et qui lui étaient préexistants, en utilisant en plus simultanément des images tirées du film mais aussi des scènes coupées au montage et des éléments de son making of.
Ce renouveau du New Burlesque lié au film a également eu un effet notable en Italie où Miss Dirty Martini s'est produite durant plusieurs jours en novembre 2010 au Teatro Olimpico de Rome et a été photographiée par Karl Lagerfeld pour la marque Chanel dans V Magazine. À Parme, à l'occasion de la sortie du film en mars 2011 une exposition photographique remarquée a été consacrée à ce style de spectacle. Naples est devenue également une ville centrale pour la discipline avec une importante section qui lui est consacrée depuis 2008 lors du Napoli Teatro Festival Italia et dans laquelle se sont produites les artistes du film. De leur côté, Mimi Le Meaux et Kitten on the Keys ont fait la couverture du premier numéro de l'année 2011 des Inrocks dans lequel elles retracent leur vision de l'année écoulée et la troupe dans sa totalité a été considérée par le magazine L'Express comme l'une des dix personnalités de l'année cinéma 2010. Le 3 juillet 2011, lors des 23e Eurockéennes de Belfort, l'ensemble de la troupe du film se produit en compagnie du chanteur Philippe Katerine et du quatuor jazz « Francis et ses peintres » mené par François Ripoche sur la scène de La Plage lors d'une carte blanche qui leur est donnée par les organisateurs du festival. Jusqu'en 2013, la troupe continue de présenter son spectacle en France, notamment durant dix jours au Théâtre des Célestins de Lyon et lors d'une tournée dans l'est au Grand Théâtre de Dijon, à Dole et à Strasbourg, démontrant la persistance du phénomène « New Burlesque » en France plus de trois ans après la sortie du film. À l'automne 2013, la directrice artistique de la troupe, Kitty Hartl, fait appel au plasticien français Pierrick Sorin pour revivifier le spectacle en y intégrant son propre travail qui repose sur des « bricolages visuels et poétiques » donnant une nouvelle « coloration au concept ».
Au-delà de la conquête d'un public en France qui assiste de plus en plus nombreux à ce type de spectacle, c'est également le nombre de pratiquantes qui semble en nette augmentation depuis 2010, grâce à la découverte du film, avec un engouement auprès principalement de femmes trentenaires, rondes et auparavant complexées qui trouvent par l'apprentissage et la pratique de la discipline un moyen d'assumer leur image, d'en jouer, et de se désinhiber. Au cours de la période 2010-2012, il apparaît que les cours de New burlesque, qui sont accessibles en France à Paris (notamment avec Gentry de Paris qui a créé « L'École supérieure de Burlesque » et Juliette Dragon qui avec « Les Filles de Joie » donnent des cours à La Bellevilloise) et à Lyon, voient le nombre de leurs élèves fortement augmenter, ainsi que le nombre de troupes amateurs influencées par l'image de celle de Tournée, devenue une référence reconnue voire revendiquée,.